# Luís Vagner
Luis Vagner Dutra Lopes (Bagé, 20 de abril de 1948 - Itanhaém, 9 de maio de 2021), mais conhecido como Luis Vagner Guitarreiro, foi um cantor, compositor e instrumentista brasileiro. Luis Vagner nasceu em Bagé, no Rio Grande do Sul, em 1948, sendo um dos principais nomes do samba-rock. Também desenvolveu ao longo da carreira sonoridades mais próximas ao reggae. Na década de 1980, Vagner adicionou o reggae jamaicano na sua mistura rítmica.

## Biografia
O pai e o avô de Luis Vagner eram músicos. O pai, violonista, batizou-lhe com o nome de "Vagner" em homenagem ao compositor alemão. Ainda jovem, foi morar na Cidade Universitária, em Santa Maria, onde conheceu vários músicos, como Cauby Peixoto e Lupicínio Rodrigues. Começou a destacar-se nos anos 1960, tendo acompanhado Jorge Ben, Tim Maia, Cidinho Teixeira, César Camargo Mariano e Lupicínio Rodrigues. Participou de várias bandas na década de 1960, entre elas Os Brasas.

## Discografia

### Álbuns de estúdio
- Simples (1974)
- Luis Vagner (1976)
- Coisas e Lousas (1976)
- Fusão das Raças (1979)
- Pelo Amor do Povo Novo (1982)
- Conscientização (1988)
- Guitarreiro - Vai Dizer Que Não Me Viu (1993)
- Brasil Afro Sulrealista (2001)
- Swingante (2002)
- Samba, Rock, Reggae, Ritmos em Blues e Outras Milongas Mais (2020)

### Álbuns ao vivo
- Ao Vivo: O Som Da Negadinha (1986)

### Participações
- Os Diagonais - Cada um na sua (1971)
- Eliana Pittmann - Eliana Pittmann (1972)
- Tom Zé - Estudando o Samba (1976)
- Lady Zu - A Noite vai Chegar (1978)
- Berê - Amargo (1978)
- Pau Brasil - O Samba e as suas origens (1978)
- Jorge Ben Jor - Energia (1982)
- Bedeu - África no fundo do quintal (1983)
- Paulo Diniz - Pegou de jeito (1985)
- Alma Negra - Com Carlinhos Trumpete, Lady Zu, Tony Bizarro e Tony Tornado (1988)